# Vincenzo Maria Pintorno

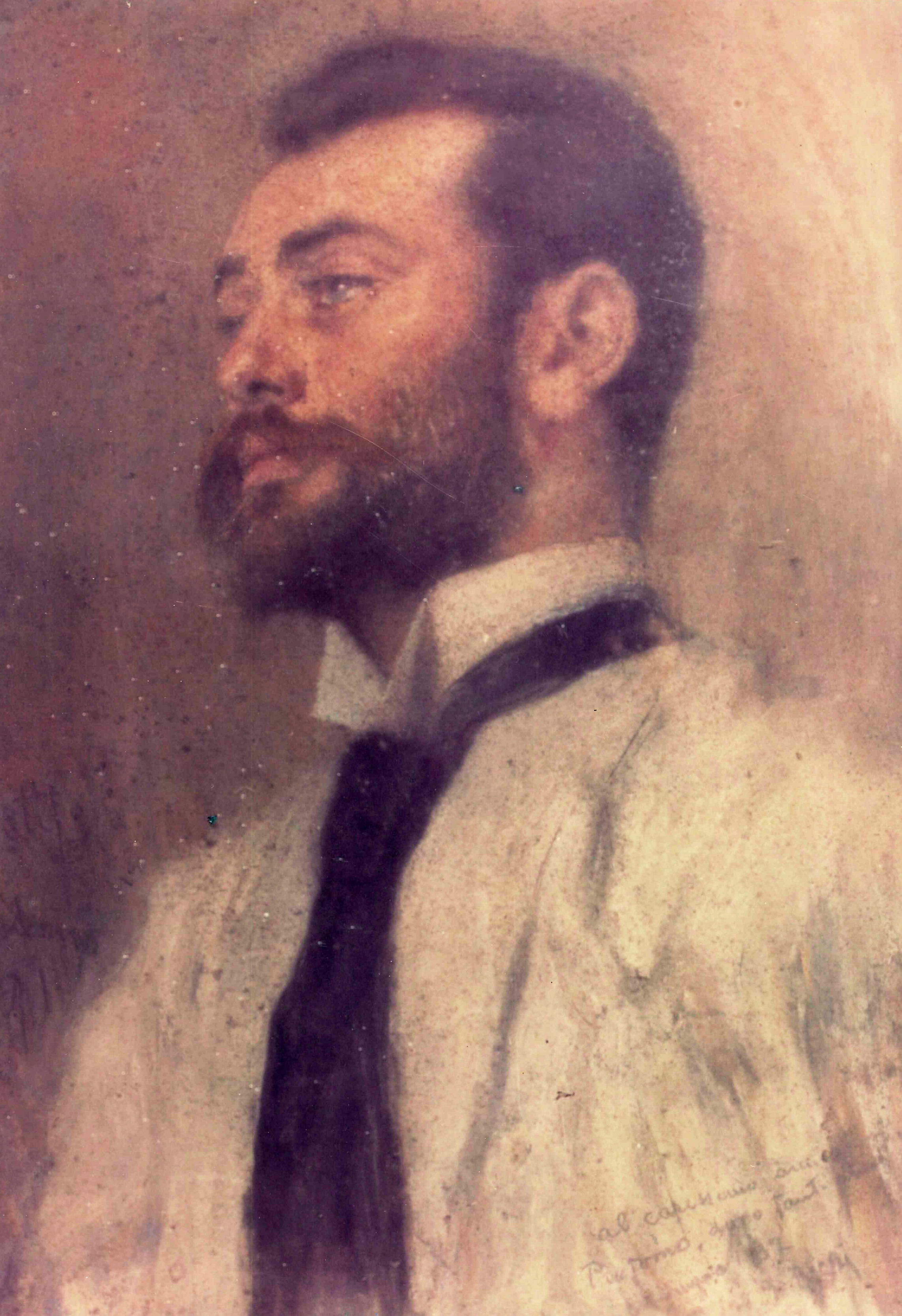

Vincenzo Maria Pintorno (Cefalù, 31 gennaio 1862 – Cefalù, 14 marzo 1968) è stato un direttore d'orchestra e flautista italiano.

## Biografia
Nato a Cefalù da antica nobile famiglia, inizio i suoi studi presso il seminario vescovile di Cefalù, fondato nel 1592 dal vescovo Francesco Gonzaga, proseguendoli poi a Palermo dove studiò flauto e composizione presso il Conservatorio Vincenzo Bellini e fu allievo di Antonio Pasculli e Pietro Platania.
Conseguito il diploma con medaglia d'oro, decise di lasciare la Sicilia, appena ventenne, per trasferirsi a Milano dove frequentò da flautista il salotto di Clara Maffei nobildonna della famiglia dei conti Carrara Spinelli. Negli ambienti musicali conobbe diversi musicisti tra cui Antonino Palminteri, Antonio Scontrino e Alberto Favara e poté godere dell'amicizia di Giacomo Puccini e Pietro Mascagni. Successivamente concorse alla cattedra di flauto presso il Liceo musicale "Rossini" di Pesaro, dove insegnò per un paio d'anni flauto e anche pianoforte, ma avendo altre aspirazioni, tornò a Milano per iniziare la carriera di direttore d'orchestra.
Si svolgevano allora a Milano importanti stagioni liriche al "Teatro Manzoni", al "Carcano" e al "Dal Verme" e il Pintorno vi partecipò con successo, dirigendo "Il Barbiere di Sivilgia", "L'Elisir d'Amore", "Cenerentola" e nel 1989 "Il Trovatore".
Venne a contatto con Arturo Toscanini con il quale instaurò rapporti d'amicizia e riscosse la fiducia dell'editore Emilio Treves che gli chiese di dirigere l'opera "Gringoire" di
Antonio Scontrino. Nel 1892, centenario della nascita di Gioachino Rossini, ebbe l'incarico di formare due cori, costituiti da quattrocentocinquanta voci, per l'esecuzione dello "Stabat Mater" e della "Preghiera" dal "Mosè", del compositore pesarese, che vennero diretti da Giuseppe Verdi.
Da quell'anno in poi fu direttore ospite al Teatro "Alfieri" di Torino, al "Nuovo" di Firenze, al "San Carlo" di Napoli e al "Carlo Felice" di Genova, alla "Pergola" di Firenze e al "Regio" di Torino.
Chiamato a dirigere il Teatro "San Carlols" di Lisbona, soggiornò in Portogallo dal 1893 al 1896 e venne insignito dal re del Portogallo dell'onorificenza di cavaliere dell'Ordine di Cristo.
Alla fine del 1896 ritornò in Italia dove continuò ad operare come direttore d'orchestra, dirigendo negli ultimi 15 anni dell'Ottocento più di 40 opere dimostrando sempre ingegno interpretativo e meticolosa cura dell'interpretazione. Vinse due concorsi a cattedra di canto nel Liceo musicale "Benedetto Marcello" di Venezia e nel Conservatorio San Pietro a Majella di Napoli, ma rinunziò rimanendo a Milano ove nel 1903 gli venne offerta la cattedra di canto al Conservatorio Giuseppe Verdi dove insegnò dal 1903 al 1932. Tra i suoi allievi si ricordano il tenore Ettore Cesa Bianchi,  il baritono Angelo Scandiani, poi nominato direttore dell'Ente autonomo teatro della Scala, e il mezzosoprano Elena Nicolai. Dal 1921 al 1928, ricoprì la carica di direttore del coro del Teatro alla Scala di Milano. Nel 1932 lasciò l'insegnamento per raggiunti limiti di età e rimase a Milano fino al 1942, quando si trasferì a Roma presso la figlia Franca, trascorrendo sempre la stagione estiva nella natia Cefalù.
Al compimento dei cento anni, a Cefalù dove venne festeggiato dalla cittadinanza e poi a Roma venne ricevuto in udienza privata da papa Giovanni XXIII. Morì a Cefalù all'età di 106 anni compiuti.